# John B. Turchin
Pour les articles homonymes, voir Tourtchaninov.
Ivan Vassilievitch Tourtchaninov (en russe : Иван Васильевич Турчанинов; 24 décembre 1821 - 18 juin 1901), mieux connu sous son nom américanisé de John Basil Turchin, est un immigré russe devenu brigadier-général — le seul d'origine russe — de l'armée de l'Union durant la guerre de Sécession. Il est resté dans les mémoires pour le crime de guerre collectif connu comme The Rape of Athens (« Le viol de la ville d'Athens, Alabama »), évènement survenu le 2 mai 1862 où il permet à ses soldats de terroriser la population civile locale.

## Débuts
Ivan Tourtchaninov est né le 24 décembre 1821 dans une famille de cosaques du Don. Il suit les cours de l'École militaire impériale de Saint-Pétersbourg. Il est ensuite nommé colonel du régiment des Gardes russes et se bat en Hongrie et pendant la guerre de Crimée.
En mai 1856, il épouse Nadejda Lovov, la fille de son officier supérieur. Le couple émigre aux États-Unis la même année et s'installe à Chicago, dans l'Illinois. Turchin occupe un emploi dans les chemins de fer, à l'Illinois Central Railroad.

## Guerre de Sécession
Dès le début des hostilités en 1861, Turchin s'engage, et est nommé colonel du 19e régiment d'infanterie volontaire de l'Illinois, qui est incorporé à l'armée de l'Ohio commandée par le major-général Don Carlos Buell. Turchin est placé sous les ordres du brigadier-général Ormsby M. Mitchel.
Début 1862, Buell s'enfonce vers le sud, pénètre dans le Kentucky et le Tennessee, puis se porte vers l'ouest en renfort d'Ulysses S. Grant lors de la bataille de Shiloh. Il laisse Mitchell à Nashville, dans le Tennessee, avec l'ordre de respecter les personnes et les biens des sudistes. Mais Turchin réussit à convaincre Mitchel : ils lancent ensemble un raid vers le sud, prennent Huntsville, dans l'Alabama, et coupent la ligne de chemin de fer stratégique qui traverse la Confédération d'est en ouest.
Le corps expéditionnaire fédéral, isolé en plein territoire sudiste, est sans cesse harcelé par les partisans et la cavalerie confédérées. Un des régiments de Turchin est même défait près de la ville d'Athens, au nord de l'Alabama. Le 2 mai 1862, Turchin occupe Athens, réunit ses hommes et leur annonce : « Je ferme les yeux pendant deux heures. Je ne vois rien ». Il a reçu les surnoms «le Cosaque furieux» («Mad Cossack»), «le Tonnerre russe» («the Russian Thunderbolt»).
Par la suite Turchin présente sa démission au général Buell, qui la refuse et le fait passer en cour martiale. Le procès Turchin focalise alors l'attention de toute la nation et, au moment où les pertes unionistes augmentent et où la guerre paraît s'éterniser, cristallise le débat sur la façon plus ou moins efficace de mener la guerre. Mais le président de l'Union, Abraham Lincoln, intervient en personne en nommant Turchin au grade de brigadier-général avant même la conclusion du procès.
Turchin est reçu en héros à son retour à Chicago, et la clameur publique ainsi que plusieurs grandes voix du parti belliciste réclament la démission du général Buell, et une conduite plus énergique de la guerre, afin d'obtenir une victoire rapide.
Turchin prend son commandement et se distingue lors des batailles de Chickamauga et de Chattanooga, ainsi que durant la campagne d'Atlanta.
Son épouse - connue dans l'armée comme Madame Turchin - le soutient sans cesse, le suit dans ses campagnes (malgré le règlement qui prohibe la présence des épouses sur le front) et veille même à la bonne exécution de ses ordres. Elle assiste de près aux batailles, comme à Chickamauga et lors de la bataille de Missionary Ridge. Elle note ses faits et gestes, ses appréciations sur les évènements et les hommes, et tient le seul journal de guerre de ce conflit écrit par une femme.
La chanson "Turchin's got your mule" (« C’est Turchin qui l'a, ta mule »), adaptée de la chanson "Here's your mule", témoigne de la popularité du colonel cosaque devenu général de l'Union. Le refrain de cette chanson aurait été la réponse narquoise des soldats sudistes démoralisés au général Braxton Bragg lorsqu'il essaye, à la fin de la bataille de Missionary Ridge, de les relancer à l'assaut.
En octobre 1864, Turchin a une attaque - apparemment due à un coup de chaleur -, et il doit quitter l'armée. Dans le sud, Turchin reste une figure emblématique de la sale guerre, mais ses méthodes sont finalement adoptées par plusieurs chefs unionistes qui décident d'« abandonner la conciliation pour la conquête ». En particulier William Tecumseh Sherman, qui prône et applique les méthodes de la guerre totale et de la politique de la terre brûlée.

## Après-guerre
Turchin revient à Chicago et travaille comme avoué spécialisé dans les brevets, comme ingénieur civil, puis comme agent immobilier et s'occupe d'installer des immigrants dans le sud de l'Illinois.
Il meurt dans la misère à l'âge de 79 ans à Anna, Illinois.